# ヒストリー・オブ・バイオレンス
『ヒストリー・オブ・バイオレンス』（原題: A History of Violence）は、2005年（平成17年）のアメリカ合衆国・カナダ合作の犯罪映画。
カナダ人監督デヴィッド・クローネンバーグがジョン・ワグナーの同名のグラフィックノベルを映画化したバイオレンス・サスペンス。
2005年度アカデミー賞では脚色賞と、ウィリアム・ハートが助演男優賞にノミネートされた。また、アメリカの評論家から絶賛され、『ローリング・ストーン』誌の2005年のBest top 10で1位に選ばれた。
日本では劇場公開時R-15指定になっている。

## ストーリー
インディアナ州の田舎町ミルブルックにある小さなダイナーのオーナーであるトム・ストールは、弁護士の妻エディと高校生の息子ジャック、幼い娘サラとともに穏やかな日々を送っていた。
そんなある日、トムの店が拳銃を持った強盗リーランドとビリーに襲われるが、トムは驚くべき身のこなしで2人を撃退する。店の客や従業員の危機を救ったトムは一夜にして地元のヒーローとなり、新聞やTVで報道される。
それから数日後、片目のえぐれたフィラデルフィア・マフィアのカール・フォガティが、手下2人とダイナーに現われ、過去を知っているような口調でトムに親しげに話しかける。フォガティは、トムの本名はジョーイ・キューザックで、フィラデルフィア・マフィアのボス、リッチー・キューザックの弟だと主張する。トムはそれは完全な人違いでありマフィアとは面識がないと否定するが、フォガティはそれを受け入れず執拗に一家につきまとう。
神経質になるトムのイラつきを感じ取った家族はぎくしゃくし始める。そんなある日、息子ジャックは自分をいじめ続けていた不良たちをぶちのめし停学になる。トムは息子に「暴力で事を解決するな」と言うが、息子はダイナーでの事件を言い返し家を出て行く。フォガティらは息子を捕らえ、トムに自分をジョーイと認めフィラデルフィアに同行するよう脅す。窮地に豹変したトムは手下2人を簡単に殺すが、傷を負いフォガティに殺されかける。しかし、その背後から息子はフォガティを撃ち殺す。
運び込まれた病院で、トムは妻に過去はジョーイであった事と、しかし過去を捨てトムとして生き直してきた事を告白するが受け入れられず、妻や息子らとの関係は破綻する。
そしてある夜、兄リッチーからの電話を受けたト厶は遠路フィラデルフィアに向かう。リッチーはジョーイを殺して示しをつけようとするが・・・。

## キャスト
※括弧内は日本語吹替
- トム・ストール: ヴィゴ・モーテンセン（木下浩之）
- エディ・ストール: マリア・ベロ（唐沢潤）
- カール・フォガティ: エド・ハリス（土師孝也）
- リッチー・キューザック: ウィリアム・ハート（麦人）
- ジャック・ストール: アシュトン・ホームズ（大須賀純）
- サラ・ストール: ハイディ・ヘイズ（岡嶋妙）
- サム・カーニー保安官: ピーター・マクニール（英語版）（松井範雄）
- リーランド・ジョーンズ: スティーヴン・マクハティ（小島敏彦）
- ウィリアム・“ビリー”・オーサー: グレッグ・ブリック
- ボビー・シンガー: カイル・シュミット（英語版）
- ジュディ・ダンヴァース: スメラ・ケイ

## 評価
レビュー・アグリゲーターのRotten Tomatoesでは215件のレビューで支持率は87%、平均点は7.90/10となった。Metacriticでは37件のレビューを基に加重平均値が81/100となった。

## 主な賞歴

### 受賞
- ニューヨーク映画批評家協会賞（2005年）
  - 助演男優賞：ウィリアム・ハート
  - 助演女優賞：マリア・ベロ
- ロサンゼルス映画批評家協会賞（2005年）
  - 助演男優賞：ウィリアム・ハート
- トロント映画批評家協会賞
  - 作品賞
  - 最優秀カナダ映画賞
  - 監督賞
- シカゴ映画批評家協会賞
  - 監督賞
  - 助演女優賞：マリア・ベロ
- 全米映画批評家協会賞（2006年）
  - 監督賞
  - 助演男優賞：エド・ハリス

### ノミネート
- アカデミー賞（2005年）
  - 脚本賞
  - 助演男優賞：ウィリアム・ハート
- カンヌ国際映画祭（2005年）
  - パルム・ドール
- ゴールデングローブ賞（2006年）
  - 作品賞（ドラマ部門）
  - 女優賞（ドラマ部門）：マリア・ベロ

## その他
- 冒頭に出てくる2人組の強盗リーランド・ジョーンズ（Leland Jones）とウィリアム・オーサー（William Orser）の名は、『セブン』（1995年）で土曜日・第4の殺人「Lust」（肉欲）を犯すキャラクターを演じた、俳優のリーランド・オーサー（Leland Orser）から取られている。
- 実際のインディアナ州にミルブルックという地名は存在しないが、映画のロケ地となったカナダオンタリオ州にはミルブロックが存在する。
- 原作コミックと映画には数々の違いがあり、ジョーイとリッチーが兄弟となっているのは映画のみの設定。原作ではリッチーはニューヨーク在住だが、映画ではフィラデルフィア在住となっている。「フィラデルフィア」の地名はギリシア語の「兄弟愛の市」から来ており、街の標語も「Philadelphia maneto（兄弟愛）」である。
- イギリスのエンタメニュースサイトdigital spyの「映画に出てくる名セックスシーンベスト10」で4位に選ばれた[4]。

## キャッチコピー
愛は過去の暴力を超えることができるのか？
あなたは相手の全てを知っても受け入れる自信がありますか？